# Tacoma South
Tacoma South är en del av en befolkad plats i Australien. Den ligger i kommunen Wyong Shire och delstaten New South Wales, i den sydöstra delen av landet, omkring 67 kilometer norr om delstatshuvudstaden Sydney. Antalet invånare är 275.
Närmaste större samhälle är Bateau Bay, omkring 10 kilometer söder om Tacoma South. Genomsnittlig årsnederbörd är 1 393 millimeter. Den regnigaste månaden är februari, med i genomsnitt 222 mm nederbörd, och den torraste är juli, med 42 mm nederbörd.